# Louis B. Rosenberg
Louis Barry Rosenberg (nascido em 1969) é um engenheiro, investigador, inventor e empresário americano. Investiga a realidade aumentada, a realidade virtual e a inteligência artificial. Lecionou Tecnologia Educacional na qualidade de Professor com a distinção Cotchett na Universidade Estatal Politécnica da Califórnia, San Luis Obispo. Fundou a Immersion Corporation e a Unanimous A.I., e escreveu o argumento para o filme de comédia romântica de 2009, Lab Rats.
Como investigador, Rosenberg é conhecido pelo desenvolvimento da inteligência artificial de enxame para amplificar a inteligência coletiva de grupos humanos em rede (2014-2023), pelo seu trabalho de desenvolvimento do rato de computador háptico e da interface gráfica (1993-1999) e pelo seu trabalho de desenvolvimento da realidade aumentada no Laboratório de Pesquisa da Força Aérea (1991-1994).

## Início de vida e família
Louis Rosenberg nasceu em 1969. Os seus pais compraram-lhe o primeiro computador em 1980 e ele começou a escrever programas. Disse: "Se escrevesse mal as coisas, o computador dava-me um erro de sintaxe e deixava-me tentar novamente... é uma caraterística útil para alguém que é disléxico."
Rosenberg obteve um B.S. (1991), M.S. (1993) e Ph.D. (1994) em Engenharia Mecânica pela Universidade de Stanford. A sua filha, Zoe Rosenberg, é uma ativista dos direitos dos animais.

## Carreira
De 1991 a 1994, Rosenberg foi investigador de realidade virtual e aumentada na Universidade de Stanford, Centro de Investigação Ames da NASA, e Laboratório de Investigação da Força Aérea (antigo Laboratório Armstrong).
Em 1993, Rosenberg fundou a Immersion Corporation e foi seu diretor-executivo até 2000.
Em 1999, a Logitech lançou o primeiro rato de computador com capacidade háptica, utilizando a tecnologia FEELit que desenvolveu com outros investigadores na Immersion Corporation.  Como Diretor Executivo, privatizou a empresa na NASDAQ em 1999 e esta continua a ser negociada como "IMMR" como parte da componente Russell 2000.
Em 2002, Rosenberg fundou a Outland Research, uma empresa que desenvolvia tecnologia de realidade aumentada.
Em 2005, Rosenberg juntou-se ao corpo docente da California Polytechnic State University, San Luis Obispo (Cal Poly), como professor assistente. Mais tarde, tornou-se o Cotchett Endowed Professor of Educational Technology na Cal Poly.
Em 2014, Rosenberg fundou a Unanimous A.I. com base numa nova tecnologia conhecida como Artificial Swarm Intelligence, que se baseia nas capacidades de tomada de decisão dos enxames biológicos e é utilizada para melhorar a inteligência coletiva de grupos humanos em rede.

Nos últimos anos, Rosenberg tem sido um crítico acérrimo dos potenciais riscos que a realidade virtual, a realidade aumentada e a inteligência artificial representam para a sociedade.  Como autor, escreveu sobre estas tecnologias para a VentureBeat e Big Think.

## Pesquisa
Em 2014, Rosenberg iniciou a pesquisa num subcampo relativamente novo da IA, agora conhecido como inteligência artificial de enxames (abreviadamente IA de enxames), que visa ampliar a inteligência de grupos humanos utilizando algoritmos de IA baseados em enxames biológicos.   Em 2014, fundou a Unanimous A.I., uma empresa de inteligência artificial. É diretor-executivo da empresa desde a sua fundação.
Rosenberg conduziu as primeiras pesquisas sobre realidade virtual e aumentada no Centro de Investigação Ames da NASA e no Laboratório de Investigação da Força Aérea, desenvolvendo a plataforma Virtual Fixtures, um dos primeiros protótipos de sistemas de realidade aumentada que permite a interação de sujeitos humanos com uma realidade mista de objetos reais e virtuais.
Entre 2018 a 2020, Rosenberg colaborou com investigadores da Faculdade de Medicina da Universidade de Stanford num estudo financiado pela Fundação Nacional da Ciência realizado em grupos de radiologistas, publicado na Nature Digital Medicine sobre "Human-machine partnership with artificial intelligence for chest radiograph diagnosis", relativo à simbiose entre especialistas humanos e algoritmos de aprendizagem profunda de IA. Com a ajuda de investigadores do Instituto de Tecnologia de Massachusetts (MIT), estudou aplicações de Swarm AI para criar as chamadas "mentes de colmeia" de analistas financeiros para os mercados de ações.
A pesquisa de Rosenberg centrou-se na utilização de algoritmos de IA baseados em enxames biológicos para apoiar a tomada de decisões em grupo em vários domínios, incluindo a previsão, a estimativa e o diagnóstico.

## Escrita
Rosenberg estudou escrita de argumentos na Escola de Teatro, Cinema e Televisão da UCLA. Em 2009, escreveu o argumento da curta-metragem de comédia romântica Lab Rats, realizada por Sam Washington. A curta-metragem ganhou prémios no Festival Internacional de Cinema de Moondance e no Festival de Cinema Ventura. Escreveu também um argumento para uma longa-metragem intitulado The Manuscript em colaboração com outro escritor, Joe Rosenbaum, que foi vendido em 2018 para adaptação ao cinema.

## Publicações seleccionadas
- Rosenberg, Louis B. (1993). Dispositivos virtuais: Ferramentas perceptuais para manipulação telerrobótica". Actas do Simpósio Internacional Anual de Realidade Virtual do IEEE. Seattle, WA, EUA: IEEE. pp. 76–82. ISBN 978-0-7803-1363-7. doi:10.1109/VRAIS.1993.380795

- Jackson, Bernie G.; Rosenberg, Louis B. (1995). Feedback de força e simulação médica. Interactive Technology and the New Paradigm for Healthcare. Washington, D.C., EUA: IOS Press. doi:10.3233/978-1-60750-862-5-147

- Rosenberg, Louis B.; Brave, Scott (1996). Utilização de force feedback para melhorar as interfaces gráficas de utilizador. San Jose, Califórnia, EUA: SPIE. pp. 243–248. doi:10.1117/12.237444

- Graylin, Alvin Wang; Rosenberg, Louis (2024). Our Next Reality: How the AI-powered Metaverse Will Reshape the World [A nossa próxima realidade: como o Metaverso alimentado por IA irá remodelar o mundo]. [S.l.]: Hodder And Stoughton Limited. ISBN 978-1-3998-1225-2